# پلتفرم (فیلم)
پِلَتفُرم (انگلیسی: Platform) یا سکو با عنوان اصلی حفره (اسپانیایی: El hoyo‎)، یک فیلم اسپانیایی در ژانر دلهره‌آور به کارگردانی گالدر گازتلو-اوروتیا است؛ که در سال ۲۰۱۹ منتشر شد. فیلم نخستین بار در جشنواره بین‌المللی فیلم تورنتو به روی پرده رفت که با استقبال مردم و منتقدان همراه بود. کمپانی نتفلیکس حق پخش جهانی فیلم را خرید و آن را در مارس ۲۰۲۰ منتشر کرد. فیلم به‌طور کلی با واکنش‌های مثبتی از سوی منتقدان همراه بود. دنباله‌ای برای این فیلم تحت عنوان پلتفرم ۲ به کارگردانی اوروتیا، که به عنوان نسخهٔ پیش‌درآمد محسوب می‌شود در ۴ اکتبر ۲۰۲۴ منتشر شد.

## داستان
داستان مربوط به یک زندان با سازه عمودی است که تعداد زیادی محکومان به‌طور تصادفی در طبقات آن زندانی هستند. در این زندان عجیب؛ هر طبقه آن یک سلول است که به صورت عمودی روی هم قرار گرفته‌اند و از بالاترین طبقه (طبقه اول) تا پایین‌ترین طبقه (طبقه ۳۳۳) ادامه دارند. در هر سلول ۲ نفر برای یک ماه زندگی می‌کنند و این افراد تا وقتی که یکی از آنها آزاد شود یا از بین برود؛ با هم هستند. ماه بعد افراد همه طبقه‌ها به‌طور کاملاً تصادفی پس از بیدار شدن از یک خواب شبانگاهی؛ جابه‌جا می‌شوند و در طبقات و سلول‌های دیگر قرار می‌گیرند. انسان‌ها توافق کرده‌اند در این سازه محبوس شوند و تعدادی از آنها دورهٔ حکم زندان خود را در آن می‌گذرانند و برخی داوطلبانه به آن آمده‌اند. در این زندان اسرار آمیز قطعه مربع شکلی وجود دارد که در واقع میز مفصل غذاست و روی آن انواع غذاها قرار دارد و به شکل آسانسوری از طبقه اول (بالاترین طبقه) به طرف پایین‌ترین طبقه حرکت می‌کند و در هر طبقه؛ برای غذاخوری زندانیان؛ توقف چند دقیقه‌ای برای غذا رسانی به زندانیان دارد. هر روز مقدار زیادی غذا روی آن قرار داده می‌شود. غذاها بر اساس سلیقهٔ تمام زندانیان که در ابتدای ورود از آن‌ها پرسیده شده است؛ به بهترین نحو؛ آماده می‌شوند.
اتفاق تأمل‌برانگیزی که در این زندان اتفاق می‌افتد این است که طبقات اول بیش از اندازه‌ای که نیاز دارند غذا مصرف می‌کنند و اسراف و حیف و میل می‌کنند طوری که به تدریج که این سکوی غذا به طبقات پایین‌تر می‌رسد چیز خاصی به سایر زندانیان زیردست نمی‌رسد و از طبقات میانی به پایین زندانیان دست به گریبان گرسنگی و مرگ هستند.
شخصیت اصلی داستان به تشویق یکی از کارمندان سابق این سازمان تلاش می‌کند که این نظام ظالمانه زندان را به هم بزند و به هر طریقی که هست غذای موجود را از طبقه اول تا طبقه آخر مدیریت و جیره‌بندی کنند که به همه زندانیان غذا برسد.
این فیلم نیاز به تأمل خاصی دارد که در واقع می‌توان آن را به زندگی واقعی خودمان تشبیه کرد. یک سری با موقعیت‌ها و امتیازاتی که دارند در رفاه کامل و بدون هیچ گونه مشکل خوراک و پوشاک و… بهترین زندگی را بگذرانند و البته بسیاری از این انسان‌ها در این زمینه اسراف‌کننده و هیچ‌وقت به فکر زندگی انسان‌های فقیر و سطح پایین نیستند و برایشان مهم نیست که این انسان‌ها چه زندگی سخت و طاقت فرسایی دارند…

## بازیگران
- ایوان ماساگوئه در نقش گورِنگ، نامش از gorèng گرفته شده است که در اندونزیایی/مالایی به معنی سرخ‌شده است.
- سوریون اگیلئور[۴] در نقش تریماگاسی، نامش از terima kasih گرفته شده که مخفف «متشکرم» در اندونزیایی/مالایی است.
- آنتونیا سن خوان در نقش ایموگیری، نامش از Imogiri گرفته شده که یک گورستان سلطنتی جاوه‌ای در اندونزی است.
- امیلیو بوال کوکا در نقش بهارات، نامش در زبان عربی به معنی ادویه است که در غذاهای خاورمیانه، ترکی و یونانی استفاده می‌شود، نامگذاری شده است.
- الکساندرا ماسنکای[۵] در نقش میهارو، این نام از 見張る گرفته شده است که در ژاپنی به معنای «نگهبانی کردن، مراقبت کردن، باز کردن چشمان کسی» است.
- اریک ال. گود[۶] در نقش آقای برامبانگ، نام برامبانگ کلمه‌ای جاوه‌ای برای شالت است.
- ماریو پاردو[۷] در نقش دوست بهارات
- چوبیو فرناندز د هورگی[۸] در نقش سرآشپز

## پلاتفرم ۲
در سال ۲۰۲۴ قسمت دوم این فیلم تحت عنوان پلاتفرم ۲ نیز ساخته شد.